# 1. tenkovska brigada (Ukrajina)
1. tenkovska brigada "Severija" (ukrajinski: 1-ша окрема танкова Сіверська бригада) je brigada ukrajinskih kopnenih snaga formirana 1997.

## Povijest
Navedena je brigada postrojba Oružanih snaga Ukrajine te je nastala 1997. godine od dijela 292. tenkovske pukovnije. 2014. godine je raspoređena na granici s Rusijom u Sumskoj oblasti kako bi zaštitila mogući prodor prema Kieivu. Jedna bojna brigade je raspoređena u Luganskoj oblasti kao potpora ostalim mehaniziranim brigadama u okolici zračne luke. 2015. je godine uspješno pružila potporu 30. mehaniziranoj brigadi u Debal'cevu, gdje su uspjeli uništiti najmanje tri neprijateljska tenka.
Na početku ruske invazije na Ukrajinu 2022., brigada se razišla u iščekivanju bombardiranja od strane Ruskog ratnog zrakoplovstva. Nakon bombardiranja, postrojba se vratila u Černigov kako bi sprječila daljnji prodor ruskih snaga prema Kijevu. Ruske snage su pokušale zauzeti grad, ali su odbijene. Međutim, na kraju su uspjeli zaobići grad, što je rezultiralo opsadom Černigova. Unatoč okruženju, brigada je zadržala jedan opskrbni pravac koji je služio za komunikaciju i opskrbu grada i brigade. Do 31. ožujka 2022. brigada je uspješno obranila grad od ruskih napada i nakon ukrajinske protuofenzive, kontrola nad širim područjem je vraćena u ruke ukrajinskih snaga. Preživjeli elementi ruske 41. CAA, koji su bili nadležni za opsadu, su se povukli sjeverno u Bjelorusiju.
Brigada je ponovno zauzela okolne ukrajinske gradove i autocestu M01 koja povezuje Kijev. Nakon odmora i ponovne reaktivacije u svibnju, dijelovi brigade raspoređeni su u regiji Donbas kako bi sudjelovali u bitci za Donbas u području južnog Donjecka i Kramators'ka. Za svoju službu u Černigovu, protuofenzivi na jugu i regiji Donbas, postrojba je nagrađena počasnom nagradom "Za hrabrost i odvažnost" koju joj je dodijelio ukrajinski predsjednik Volodymyr Zelenskyy Predsjednik je također naveo da je u šest mjeseci više od tisuću ratnika ove brigade odlikovano državnim priznanjima.

## Struktura
Od 2023. godine struktura brigade je sljedeća:
- 1. tenkovska brigada Severija, Hončarivske, Černigovska oblast
  - Zapovjedništvo & zapovjedništvo brigade
  - 1. tenkovska bojna
  - 2. tenkovska bojna
  - 3. tenkovska bojna
  - 4. tenkovska bojna
  - 1. mehanizirana bojna
  - 1. streljačka bojna
  - 2. streljačka bojna
  - Topnička četa
  - PZO bojna
  - Izvidnička satnija
  - Inženjerijska bojna
  - Logistička bojna
  - Bojna za održavanje
  - Vezna četa
  - Radarska četa
  - Sanitetska četa
  - CBRN četa
  - Bespilotna udarna satnija "Pegas".